# Gallo fino (álbum)
Gallo Fino es el nombre del segundo álbum de estudio grabado por el cantante de música regional mexicana Leonardo Aguilar. Fue lanzado al mercado bajo el sello discográfico Machín el 6 de diciembre de 2016. El álbum fue producido por el padre de Aguilar, el cantante mexicano Pepe Aguilar.
El álbum obtuvo una nominación al Grammy Latino al Mejor Álbum Ranchero en la 18.ª edición de los Premios Grammy Latinos.

## Posicionamiento en listas
| México | Top 20 (AMPROFON) | 8 |

## Lista de canciones
| N.º | Título                     | Escritor(es) | Duración |  |
| 1.  | «Gallo Fino»               |              | 3:43     |  |
| 2.  | «Ni Aunque Me Pagaran»     |              | 3:12     |  |
| 3.  | «Ahora Que Van A Inventar» |              | 3:11     |  |
| 4.  | «Compromiso Descartado»    |              | 2:40     |  |
| 5.  | «Lupita»                   |              | 3:11     |  |
| 6.  | «Dime»                     |              | 2:52     |  |
| 7.  | «Por Más Que Intento»      |              | 2:14     |  |
| 8.  | «Al Cabo Ni Quería»        |              | 3:13     |  |
| 9.  | «Por Eso Hoy»              |              | 2:43     |  |
| 10. | «Porque Te Aferras A Mi»   |              | 3:16     |  |